# 수산화 구리(II)
수산화 구리(II)(Copper(II) hydroxide)는 화학식 Cu(OH)2을 갖는 구리 수산화물이다. 창백한 녹색-파랑의 고체이다. 일부 구리(II) 수산화물은 안정화된 수산화 구리(II)로서 판매되지만 이것들은 탄산 구리(II)와 수산화물의 혼합물을 이룰 가능성이 있다. 수산화 제2구리는 강염기이지만 물에 녹는 정도가 낮기 때문에 직접 관찰하는 것이 어렵다.

## 생성
2NaOH + CuSO4·5H2O → Cu(OH)2 + 6H2O + Na2SO4